# Sri-lankische Cricket-Nationalmannschaft in Australien in der Saison 2018/19
Die Tour der sri-lankischen Cricket-Nationalmannschaft nach Australien in der Saison 2018/19 fand vom 24. Januar bis zum 4. Februar 2019 statt. Die internationale Cricket-Tour war Bestandteil der Internationalen Cricket-Saison 2018/19 und umfasste zwei Tests. Australien gewann die Serie 2–0.

## Vorgeschichte
Australien spielte zuvor eine Tour gegen Indien, Sri Lanka eine Tour gegen England.
Das letzte Aufeinandertreffen der beiden Mannschaften fand in der Saison 2016/17 in Australien statt.

## Stadien
Die folgenden Stadien wurden für die Tour als Austragungsort vorgesehen und am 30. April 2018 bekanntgegeben.
| Stadion     | Stadt    | Kapazität | Spiele  |
| ----------- | -------- | --------- | ------- |
| The Gabba   | Brisbane | 42.000    | 1. Test |
| Manuka Oval | Canberra | 12.000    | 2. Test |

## Kaderlisten
Sri Lanka benannte seinen Kader am 8. Januar 2019.
Australien benannte seinen Kader am 9. Januar 2019.
| Test | Test |
| Australien | Sri Lanka |
| --- | --- |
| - Tim Paine (K, wk) - Pat Cummins (VK) - Travis Head (VK) - Josh Hazlewood (VK) - Joe Burns - Marcus Harris - Usman Khawaja - Marnus Labuschagne - Nathan Lyon - Kurtis Patterson - Will Pucovski - Matt Renshaw - Jhye Richardson - Peter Siddle - Mitchell Starc - Marcus Stoinis | - Dinesh Chandimal (K) - Dimuth Karunaratne (VK) - Dushmantha Chameera - Niroshan Dickwella (wk) - Vishwa Fernando - Chamika Karunaratne - Lahiru Kumara - Suranga Lakmal - Kusal Mendis - Dilruwan Perera - Kusal Perera - Nuwan Pradeep - Kasun Rajitha - Sadeera Samarawickrama - Lakshan Sandakan - Dhananjaya de Silva - Roshen Silva - Lahiru Thirimanne |

## Tour Matches
| 17. – 19. Januar Scorecard | Hobart | Cricket Australia XI 316-5d (75) & 224-3d (59) | – | Sri Lankans 176-5d (75) & 131-6 (51) |
|                            |        | Remis                                          |   |                                      |

## Tests

### Erster Test in Brisbane
| 24. – 26. Januar Scorecard | Brisbane | Sri Lanka 144 (56.4) & 139 (50.5)                | – | Australien 323 (106.2) |
|                            |          | Australien gewinnt mit einem Innings und 40 Runs |   |                        |

### Zweiter Test in Canberra
| 1. – 5. Februar Scorecard | Canberra | Australien 534-5d (132) & 196-3d (47) | – | Sri Lanka 215 (68.3) & 149 (51) |
|                           |          | Australien gewinnt mit 366 Runs       |   |                                 |